# Coppa del mondo VIVA 2008
La Coppa del mondo VIVA 2008 (in inglese VIVA World Cup 2008) è stata la seconda edizione competizione mondiale riservata alle selezioni di calcio delle nazioni non riconosciute o riconosciute ma non affiliate né alla FIFA né alle organizzazioni continentali. Il paese ospitante è stata la Lapponia svedese, unica candidata, mentre le città sedi delle gare sono state Gällivare e Malmberget. Il torneo si è svolto dal 7 al 13 luglio 2008.
Nonostante l'interesse mostrato da diverse squadre iscritte alla federazione, solo cinque di esse hanno preso parte. La vittoria è andata alla Padania.

## Squadre partecipanti
| Squadra   | Continente | Partecipazioni precedenti | Ultima presenza |
| --------- | ---------- | ------------------------- | --------------- |
| Aramea    | Asia       | nessuna                   | esordiente      |
| Kurdistan | Asia       | nessuna                   | esordiente      |
| Lapponia  | Europa     | 1 (2006)                  | Occitania 2006  |
| Padania   | Europa     | nessuna                   | esordiente      |
| Provenza  | Europa     | nessuna                   | esordiente      |

## Città e Stadi
Gli stadi scelti per disputare le partite del torneo VIVA World Cup 2008 sono stati due, situati in due città della Lapponia.
| Città      | Stadio             | Capacità |
| ---------- | ------------------ | -------- |
| Gällivare  | Gällivare Stadium  | -        |
| Malmberget | Malmberget Stadium | -        |

## Le date
La cerimonia d'apertura del torneo è stata effettuata il 7 luglio 2008 alle 22:00. Alle 23:00 dello stesso giorno vi è stata la prima partita, tra Lapponia e Kurdistan.
Le restanti partite della fase a gironi sono state disputate tra l'8 ed il 12 luglio, in orari variabili. Le ultime partite sono state tutte giocate il 13 luglio: alle 11:00 vi è stata la finale per il terzo posto, giocata a Malberget; alle 14:00 ed alle 17:00, a Gällivare, si sono svolte le finali mentre le premiazioni sono avvenute alle 20:00 al Grand Hotel di Gällivare.

## Torneo
Tutti gli orari sono UTC+2

### Fase a gironi
| Pos | Squadra   | G | V | N | P | GF | GS | DG  | Pt | Risultato                               |
| --- | --------- | - | - | - | - | -- | -- | --- | -- | --------------------------------------- |
| 1   | Padania   | 4 | 4 | 0 | 0 | 14 | 3  | +11 | 12 | Qualificate alla finale per il 1º posto |
| 2   | Aramea    | 4 | 2 | 1 | 1 | 7  | 4  | +3  | 7  | Qualificate alla finale per il 1º posto |
| 3   | Kurdistan | 4 | 1 | 2 | 1 | 6  | 4  | +2  | 5  | Qualificate alla finale per il 3º posto |
| 4   | Lapponia  | 4 | 1 | 1 | 2 | 6  | 7  | −1  | 4  | Qualificate alla finale per il 3º posto |
| 5   | Provenza  | 4 | 0 | 0 | 4 | 3  | 18 | −15 | 0  |                                         |

| Arbitro: | Johnny Nielsen |

|                                |           |                             |
| Matti Eira 50’ Berthelseld 63’ | Marcatori | 40’ Khandan 70’ Mulla Taher |

| Arbitro: | Ragnar Dahl |

|              |           |                                                                       |
| Giordano 23’ | Marcatori | 7’ M. Cossato 34’, 45’ (rig.) Salandra 36’, 80’ Ligarotti 90’ Ferrari |

| Arbitro: | Mikkel Sara |

|  |           |                                                         |
|  | Marcatori | 55’ Deyar Hamad Rahman 90+1’, 90+3’ Halkurd Mulla Taher |

| Arbitro: | Ragnar Dahl |

|                   |           |  |
| Tuncay Yoksel 62’ | Marcatori |  |

| Malmberget 10 luglio 2008, ore 12:00 | Aramea | 5 – 0 | Provenza | Malmberget Stadium |

| Gällivare 10 luglio 2008, ore 15:00                              | Padania   | 2 – 1 | Kurdistan | Gällivare Stadium |
| \| \| \| \| \| Gentilini 15’ Stefano Salandra \| Marcatori \| \| |           |       |           |                   |
|                                                                  |           |       |           |                   |
| Gentilini 15’ Stefano Salandra                                   | Marcatori |       |           |                   |

| Malmberget 11 luglio 2008, ore 13:00                           | Lapponia  | 0 – 2                        | Padania | Malmberget Stadium |
| \| \| \| \| \| \| Marcatori \| 85’ Ligarotti 87’ M. Cossato \| |           |                              |         |                    |
|                                                                |           |                              |         |                    |
|                                                                | Marcatori | 85’ Ligarotti 87’ M. Cossato |         |                    |

| Gällivare 11 luglio 2008, ore 17:00 | Kurdistan | 0 – 0 | Aramea | Gällivare Stadium |

| Malmberget 12 luglio 2008, ore 12:00                                              | Padania   | 4 – 1 | Aramea | Malmberget Stadium |
| \| \| \| \| \| M. Cossato Andrea D'Alessandro Stefano Salandra \| Marcatori \| \| |           |       |        |                    |
|                                                                                   |           |       |        |                    |
| M. Cossato Andrea D'Alessandro Stefano Salandra                                   | Marcatori |       |        |                    |

| Gällivare 12 luglio 2008, ore 16:00                                                                        | Lapponia  | 4 – 2            | Provenza | Gällivare Stadium |
| \| \| \| \| \| Matti Eira Mikal Eira Johan Anders Logje Steffen Dreyer \| Marcatori \| Stephan Giordano \| |           |                  |          |                   |
| |           |                  |          |                   |
| Matti Eira Mikal Eira Johan Anders Logje Steffen Dreyer                                                    | Marcatori | Stephan Giordano |          |                   |

### Fase finale

#### Finale per il 3º posto
| Malmberget 13 luglio 2008, ore 11:00                                             | Lapponia  | 3 – 1                | Kurdistan | Malmberget Stadium |
| \| \| \| \| \| Mikal Eira Mikal Stangnes \| Marcatori \| Ismail Hoshman Jalal \| |           |                      |           |                    |
|                                                                                  |           |                      |           |                    |
| Mikal Eira Mikal Stangnes                                                        | Marcatori | Ismail Hoshman Jalal |           |                    |

#### Finale
| Gällivare 13 luglio 2008, ore 17:00                        | Padania   | 2 – 0 | Aramea | Gällivare Stadium |
| \| \| \| \| \| Colombo 7’ Ligarotti 12’ \| Marcatori \| \| |           |       |        |                   |
|                                                            |           |       |        |                   |
| Colombo 7’ Ligarotti 12’                                   | Marcatori |       |        |                   |